# Baró de Santa Pau
Baró de Santa Pau és un títol nobiliari creat a Catalunya en data desconeguda. Es creu és anterior a 1070, ja que en aquesta data ja apareix a Girona un cavaller anomenat Aimeric de Santa Pau com a Senyor d'aquesta Baronia. La seva jurisdicció comprenia el castell de Finestres (amb les parròquies de Santa Maria de Finestres, Sant Aniol de Finestres, Santa Maria de Santa Pau, Sant Esteve de Llémena, Sant Andreu de Sobre-roca i les Medes), les parròquies de Sant Miquel de Sacot, Santa Maria de Batet, Sant Julià del Mont i Sant Vicenç del Sallent.
Torna a tenir-se notícies d'aquesta Baronia en 1360, desconeixent-se qui era el Baró en aquesta data, tot i que a partir del segle xv pertanyia a la família Santa Pau.
El títol fou rehabilitat pel rei Alfons XIII en 1916 a favor de Carles de Sentmenat i Sentmenat, II marquès d'Orís i IX marquès de Castelldosrius Gran d'Espanya.

## Titulars
- Manuel d'Oms i de Santa Pau (1651-1710): 1r marquès de Castelldosrius, Gran d'Espanya
- Carles de Sentmenat i de Puiggener (1771-1846): 6è marquès de Castelldosrius, Gran d'Espanya, 22è baró de Santa Pau, senyor de Vallgornera, Pollestres i Vilarnau
- Carles de Sentmenat i de Riquer (1794-1856): 7è marquès de Castelldosrius, Gran d'Espanya, 23è baró de Santa Pau
- Ramon de Sentmenat i de Saenz-Ramírez (1842-1873): 8è marquès de Castelldosrius, Gran d'Espanya, 24è baró de Santa Pau
- Carles de Sentmenat i de Sentmenat (?-1935): 9è marquès de Castelldosrius, Gran d'Espanya, 2n marquès d'Orís i 25è baró de Santa Pau
- Fèlix de Sentmenat i Güell (1908-1975): 10è marquès de Castelldosrius, Gran d'Espanya, 8è marquès de Benavent, 3r marquès d'Orís, 26è baró de Santa Pau
- Carles de Sentmenat i de Urruela: marquès de Castelldosrius, Gran d'Espanya, 27è baró de Santa Pau
- Santiago de Sentmenat i de Urruela: marquès de Castelldosrius, Gran d'Espanya, 28è baró de Santa Pau
- Ágata Ruiz de la Prada y Sentmenat: 13a marquesa de Castelldosrius[2] Gran d'Espanya, 29a baronessa de Santa Pau[2]